# Myrioblephara rubrifusca
Myrioblephara rubrifusca là một loài bướm đêm trong họ Geometridae.